# Чужа гра
«Чужа гра» («Чужая игра») — радянський художній фільм 1991 року, знятий режисером Фархотом Абдуллаєвим на студіях «Хаома-фільм» і «Катарсіс».

## Сюжет
Герой фільму — тридцятирічний хлопець, що повертається до свого рідного міста і виявляє, що стає учасником якоїсь інтриги, логіка яка має привести його до зіткнення з Дімом — головою одного з місцевих злочинних угруповань, Михайло не може уникнути боротьби, бо з цим ім'ям пов'язана таємниця загибелі його коханої.

## У ролях
- Денис Карасьов — Михайло
- Ірина Тичиніна — Марія
- Ато Мухамеджанов — Хамід
- Георгій Піцхелаурі — Дім
- Анатолій Лук'яненко — Микола
- Алі Мухаммад — Рустам
- Сергій Галкін — помічник Сатани
- Георгій Строков — Сатана
- Борис Александров — Джульбарс
- Валентин Тарасов — Паша
- Д. Аронов — епізод
- Григорій Григорян — епізод
- М. Левін — епізод
- Мадіна Махмудова — епізод
- А. Ворошилін — епізод
- А. Давидов — епізод
- Юрій Багдасаров — епізод
- Г. Гальберг — епізод
- А. Насирова — епізод
- Амон Нуров — епізод
- Л. Гельберт — епізод
- Нурулло Абдуллаєв — епізод
- Саїдмурад Марданов — епізод
- Барзу Абдуразаков — епізод
- Марат Хасанов — епізод
- Абдукарим Кадиров — епізод
- З. Піцхова — епізод
- Аркадій Шамаєв — епізод
- Ю. Євсєєв — епізод
- Леонід Банішев — епізод
- Алішер Хайдаров — епізод
- М. Мухаметкулов — епізод
- С. Водяних — епізод
- Михайло Музафаров — епізод
- Р. Холназаров — епізод
- С. Хамдамов — епізод
- Аловуддін Абдуллаєв — епізод
- Б. Амніджанов — епізод
- Халіма Алібаєва — епізод
- Ольга Жукова — епізод
- Є. Болдіна — епізод
- С. Мерганов — епізод

## Знімальна група
- Режисер — Фархот Абдуллаєв
- Сценарист — Фархот Абдуллаєв
- Оператор — Окіл Хамідов
- Композитор — Артемій Артем'єв
- Художник — В'ячеслав Віданов